# Орден Двойного дракона
Орден Двойного дракона (кит. трад. 雙龍寶星, упр. 双龙宝星, пиньинь Shuānglóng Bǎoxīng, палл. Шуанлун Баосин) или, буквально, Драгоценная звезда Двойного дракона — высшая правительственная награда европейского типа в цинском Китае.

## История
До последней четверти XIX века Китай не имел современной системы наград. Обычно за военные подвиги и другие заслуги офицеров или гражданских сановников награждали павлиньими перьями на шапку, различающимися «по степени», и нефритовым держателем для него (кит. упр. 花翎, пиньинь hualing, палл. хуалин), серебром, тканями, шкурками соболя, кошельками, ножами и прочим. Высшей наградой было пожалование императором жёлтых предметов утвари и одежды — например, жёлтой куртки для верховой езды (кит. трад. 黃馬褂, упр. 黄马褂, пиньинь huáng mǎguà, палл. хуан магуа, маньчж. курма), так как жёлтый цвет считался императорским, и вещи чистого, насыщенного жёлтого цвета нельзя было использовать под страхом смертной казни без дозволения императора в каждом конкретном случае.
Расширение связей цинского Китая с европейскими державами, Японией и США и привлечение на службу значительного количества иностранцев потребовало новых видов наград. 7 февраля 1882 года указом императора Гуансюя был учреждён орден Двойного дракона, которым награждались люди, оказавшие выдающиеся услуги маньчжурской династии. Изначально планировалось награждать этим орденом только иностранных подданных, которые состояли на службе у Цин или же своими действиями оказали Китаю значительные услуги. Кроме того, предусматривалось и статусное использование этого ордена — высшей степенью ордена награждались монархи и члены правящего дома иностранных держав. После того, как в первом десятилетии XX века Китай начал активные реформы для модернизации общественной жизни страны, право быть награждённым орденом Двойного дракона было распространено и на подданных Цинской империи. Указ о пожаловании орденских знаков подданным империи был издан в 1908 году.
Сохранились как аутентичные ордена Двойного дракона, так и их описания:
Сорок две звезды послал Сын Неба русским. Китайские звезды мало чем отличаются вообще от звезд прочих народов; в частности же в китайской звезде вокруг крупного рубина или иного какого драгоценного камня (смотря по степени и классу ордена) лежит мирно свернувшийся клубочком дракон (символ могущества Китая), отчего орден и носит название «орден дракона такой-то степени»; дракон окружен иероглифами (надписью) и средней величины жемчужинами или бирюзой, или другими, более или менее ценными камнями (опять-таки смотря по важности степени). Звезды высших степеней золотые, низших — серебряные. Ордена эти установлены  китайским правительством собственно для европейцев; китайским мандаринам, офицерам и чиновникам жалуются разных цветов стеклянные шарики на головные уборы и перья.И. Иванов
Орденские документы печатались на жёлтой бумаге на китайском и французском языках, с приложением красной императорской печати в центре листа. На обратной стороне располагалось изображение двух драконов и иероглифическая надпись.

## Степени
Первоначально орден не имел степеней, но впоследствии были учреждены 3 степени, из которых высшая 1-я степень имела 3 класса и предназначалась для вручения преимущественно первым лицам иностранных государств и представителям маньчжурского правящего дома. 2-я степень также имела 3 класса, а низшая — 3-я степень — имела 5 классов.
- Первая степень:

- Первый класс — император Цин и монархи иностранных государств
- Второй класс — члены дома Айсин Гёро и, по некоторым данным, послы иностранных государств
- Третий класс — адмиралы, маршалы, министры, посланники иностранных государств

- Вторая степень:

- Первый класс
- Второй класс
- Третий класс

- Третья степень:

- Первый класс
- Второй класс
- Третий класс
- Четвертый класс
- Пятый класс

## Кавалеры ордена Двойного дракона
- лейтенант Проспер Жикель, Франция, 1-я степень — за строительство первой в Китае современной верфи в Мавэй и исключительный вклад в развитие китайского кораблестроения[5]
- начальник морских таможен империи Цин Роберт Харт (1835—1911), Англия, 1885 — за вклад в развитие таможенной системы империи Цин и оказание различных услуг на дипломатическом и коммерческом поприще
- купец I гильдии Вали Ахун Юлдашев (?-1920), Россия, ор. 1894 — статус ордена и обстоятельства вручения неясны, однако на фотографии периода коронации Николая II изображен с звездой ордена Двойного Дракона
- морской офицер Вильям Фердинанд Тайлер (William Ferdinand Tyler, 1868—1925), Англия, 3-я степень 1-й класс, октябрь 1894 — за участие в морском сражении при Ялу 17.09.1894[6]
- майор Константин фон Ганекен (Constantin Alexander Stephan von Hanneken, 1855—1925), Германия, 2-я степень 1-й класс, октябрь 1894 — за участие в морском сражении при Ялу 17.09.1894[7]
- доктор Леонора Кинг, Канада, 1895 — за выдающийся личный вклад в организацию медицинской службы китайской армии и самоотверженный уход за раненными цинскими солдатами и офицерами во время японо-китайской войны 1894—1895 годов
- генерал-лейтенант Бестужев-Рюмин Василий Николаевич, Россия, 1897 год - инспектор оружейных и патронных заводов Российской империи
- подпоручик Чакиров Александр Христофорович, 2-я степень 3-й класс, военный полицмейстер императорской части г. Мукдена. Россия, 23 апреля 1902 — за организацию полицейской службы в Мукдене после разгрома Боксерского восстания 1898—1901 годов и руководство городской полицией до передачи города цинским властям
- военный врач Крюков, Россия, 23 апреля 1902 — за организацию медицинской службы в Маньчжурии после разгрома Боксерского восстания 1898—1901 годов
- полковник Воронов, Россия, 23 апреля 1902 — за вклад в обучение китайских войск армии Уи (входящей в состав Бэйянской армии) в период 1898—1900 годов.
- полковник Громбчевский, Россия, 2-я степень 2-й класс, 23 апреля 1902 — за вклад в восстановление спокойствия в Маньчжурии после разгрома Боксерского восстания 1898—1901 годов
- полковник русского Генштаба Квецинский, Россия, 2-я степень 2-й класс, 23 апреля 1902 — за вклад в восстановление спокойствия в Маньчжурии после разгрома Боксерского восстания 1898—1901 годов
- вице-адмирал Алексеев, Россия, 23 апреля 1902 — за вклад в восстановление спокойствия в Маньчжурии после разгрома Боксерского восстания 1898—1901 годов
- генерал-лейтенант Субботич, Россия, 23 апреля 1902 — за вклад в восстановление спокойствия в Маньчжурии после разгрома Боксерского восстания 1898—1901 годов
- генерал-лейтенант Церпицкий, Россия, 23 апреля 1902 — за вклад в восстановление спокойствия в Маньчжурии после разгрома Боксерского восстания 1898—1901 годов
- генерал-майор Флейшер, Россия, 23 апреля 1902 — за вклад в восстановление спокойствия в Маньчжурии после разгрома Боксерского восстания 1898—1901 годов
- доктор У Ляньдэ (1878—1960), Китай, 2-я степень, апрель 1911 — за успешную борьбу с эпидемией чумы в Маньчжурии в 1910—1911 годах.
- бурят Гомбо Бадмажапов, участник обороны Порт-Артура, Он родился в 1872 году и получив среднее образование, стал учителем. Затем, служил в казачьем войске, стал переводчиком, знающим монгольский и русский языки. Китайский и маньчжурский языки изучил в Пекине, а монгольский в 1893 году в Ургинской школе переводчиков. Был зачислен в штат министерства иностранных дел России, а с 1898 года стал переводчиком пограничного комиссара Амурской области. В 1906 - 1910гг. служил агентом по делам Далай -ламы, был помощником военного агента России в Шанхае. За достигнутые успехи награжден орденами Станислава, Анны, Владимира, Апашским крестом (Франция), орденом Дракона II степени.
- публицист Сергей Николаевич Сыромятников (1864 - 1933).